# De Korenaer/Prins Maurits
De windkorenmolen De Korenaer ook genoemd Molen Prins Maurits is in 1721 gebouwd op een onderbouw uit 1595 en staat aan de Margaretha van Hennebergweg 2a in het Haagse stadsdeel Loosduinen. Op deze plek stond al in 1310 een molen. De huidige molen is een ronde stenen stellingmolen op een vierkante stenen voet. De molen heeft twee koppelsmaalstenen met elk een regulateur voor het malen van graan. De molenstenen zijn kunststenen met een doorsnede van 140 cm.
Het gevlucht is 21,60 m en Oud-Hollands opgetuigd.
De ijzeren roeden zijn gelast. De wieken worden op de wind gekruid met een kruirad. Het kruiwerk bestaat uit 30 houten rollen in houten rollenwagens.
De bovenas uit 1873 van de fabrikant De Prins van Oranje te 's Gravenhage is vanwege een breuk in de askop in 1980 vervangen.
De vang is een Vlaamse vang met een haak, die bestaat uit 4 blokken en vanaf de stelling bediend wordt met een wipstok.
Het maalgoed wordt opgeluid (opgehesen) en afgeschoten (laten zakken) met een sleepluiwerk.

## Overbrengingen
- De overbrengingsverhouding is 1 : 6,92.
- Het bovenwiel heeft 57 kammen en het bovenrondsel heeft 26 staven. De koningsspil draait hierdoor 2,19 keer sneller dan de bovenas. De steek, de afstand tussen de staven, is 11 cm.
- Het spoorwiel heeft 60 kammen en het steenrondsel 19 staven. Het steenrondsel draait hierdoor 3,16 keer sneller dan de koningsspil en 6,92 keer sneller dan de bovenas. De steek is 8,8 cm.

## Eigenaar
- 1925 - heden: Gemeente Den Haag[2]